# Старых, Сергей Иванович
Сергей Иванович Старых (род. 1 сентября 1942 года, г. Шахты, Ростовская область) — Заслуженный учитель УССР (1977), Заслуженный тренер Украины (1991), Заслуженный тренер России (2009), старший тренер-преподаватель по лёгкой атлетике СДЮСШОР №15 им. В.И. Алексеева г. Шахты. Почётный гражданин города Шахты (2013).

## Биография
Сергей Иванович Старых родился в городе Шахты. Имеет профессиональное высшее образование, в 1969 году окончил Ростовский государственный педагогический институт. C 1970 года работал на Украине, преподавал в Николаевской СДЮСШОР по лёгкой атлетике. В 1990 годах, после распада СССР, вернулся в родной город и приступил к тренерской работе. В настоящее время продолжает работать в должности старшего тренера — преподавателя ГБОУ ДОД РО СДЮСШОР № 15 им. В. И. Алексеева.
За это время он подготовил легкоатлетов, которые неоднократно становились победителями и призёрами первенств Ростовской области, Южного федерального округа, России, международных соревнований. Среди них — 4 мастера спорта международного класса, 12 мастеров спорта, 2 победителя Спартакиады СССР, чемпион Европы. Его известные воспитанники — победитель Кубка мира (прыжки в высоту), участник XXII летних Олимпийских игр Юрий Сергиенко (Украина) и заслуженный мастер спорта России по лёгкой атлетике (прыжки в высоту), чемпион Европы, чемпион Олимпийских игр в Пекине (2008) Андрей Сильнов.
Сергей Иванович Старых на своих занятиях преследует две одинаково важные цели — высокие спортивные результаты и воспитание хорошего человека. Задача тренера — привить трудолюбие, заставить поверить в себя, научить относиться с уважением к соперникам и научить думать.
В работе Сергея Ивановича поддерживает вся семья, тем более что жена Татьяна Ивановна и дочь Анна тоже спортсменки и коллеги — преподают в спортивной школе в бригаде старых.

## Награды и звания
- В 1977 году Министерством образования Украинской ССР присвоено звание «Заслуженный учитель Украины».

- В 1991 году  присвоено звание «Заслуженный тренер Украины».

- В 2009 году Министерством спорта, туризма и молодежной политики присвоено звание «Заслуженный тренер России».

- Решением №414 42-го заседания городской Думы города Шахты от 25 июля 2013 года за значительный вклад в развитие спорта города присвоено звание «Почетный гражданин города Шахты».